# John Oldenstam
John Oldenstam (Paramaribo, 22 maart 1969) is een Surinaams-Nederlands zanger, songwriter en musicalacteur.

## Biografie
Oldenstam begon zijn loopbaan in Suriname als achtergrondzanger bij studio-opnames en tijdens concerten. Daarnaast zong hij in diverse gospelkoren.
Hij vervolgde zijn carrière in Nederland. Met Gerold Limon en Maikel van Hetten nam hij deel aan de Soundmixshow van Henny Huisman, met een vertolking van If you walk away van Goodfellaz.
Sinds 2003 zingt hij ook in musicals, zoals in The Lion King en Dirty Dancing die geproduceerd werden door Joop van den Ende. Daarnaast speelde hij de rol van Lieve Hugo in de musical A Poku Tori (2005, 2009, 2010 en 2017), die ook in Suriname werd opgevoerd.
In 2007 en 2008 toerde hij langs theaters in een stuk over het leven van Otis Redding met de cast van Dock of the Bay. Verder nam hij het initiatief voor de theaterproductie The soul train, waarin hij in 2014 werk van Marvin Gaye vertolkte. Verder vertolkte hij verschillende bijrollen, zoals in 2010-2011 in De koningin van Paramaribo en in 2017-2018 in 1862 over het naderende einde van de slavernij.
Daarnaast maakte hij muziektours, zoals in 2014 en 2016 met de SuriToppers en in 2015 in Kaseko in Concert.
In 2019 bracht hij zijn soloalbum Dis' na mi uit, met werk van hemzelf en andere componisten in het Sranantongo. Zijn A Switi Firi Fu Kresneti  in 2024 is zijn eerste solokerstshow.